# Moya spinosa
Moya spinosa är en benvedsväxtart som beskrevs av August Heinrich Rudolf Grisebach. Moya spinosa ingår i släktet Moya och familjen Celastraceae. Inga underarter finns listade.